# José Feliú y Codina
José Feliú y Codina (Barcelona, mayo de 1845-Madrid, 2 de mayo de 1897) fue un periodista y escritor español, en castellano y en catalán, vinculado al realismo.

## Biografía
Nació en 1845 en Barcelona. Fundó y dirigió en Barcelona los semanarios La Pubilla, Lo Nunci y el diario La Jornada; en Madrid fue redactor de El Rhin, La América, La Revolución, La Democracia y, principalmente, La Iberia. También colaboró en Un troç de paper, El Imparcial y otras publicaciones. 

## Obra
Como dramaturgo fue autor de la obra teatral en la que se basa el famoso libreto de la ópera La Dolores de Tomás Bretón, que, según parece, le fue sugerido durante el primer viaje del dramaturgo a Madrid, en que, al hacer una parada en la estación de Binéfar oyó cantar a un ciego la famosa jota de "Si vas a Calatayud / pregunta por la Dolores". El tema le sirvió en primer lugar para un romance publicado en Un troç de paper, y luego para el drama que con el título de La Dolores (la primera de una de las diversas glosas del mito de “La Dolores”) se estrenó con enorme éxito el 10 de noviembre de 1892 en el Teatro Novedades, de Barcelona, con María Guerrero en el papel principal; en Madrid se presentó al año siguiente. El drama fue convertido más tarde (1895) en ópera por el maestro Tomás Bretón, y su argumento sirvió también más tarde para varias versiones cinematográficas y otras versiones teatrales, como La hija de la Dolores (Luis Fernández Ardavín, 1927) y Lo que fue de la Dolores (José María Acevedo, 1933), e, incluso, para ser difundido por el cancionero popular.

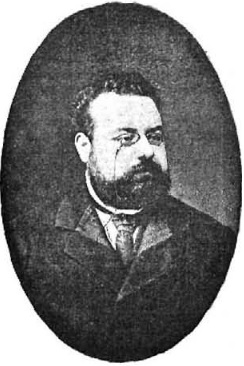
Fotografía publicada en 1895 en la revista Barcelona Cómica

Como autor de teatro fue uno de los autores más representativos del drama rural español en la línea del denominado "regionalismo naturalista español en lengua castellana", aunque algunos lo incluyen también en la escuela neorromántica de José Echegaray. Aparte de la mencionada obra, lo más notable de Feliú y Codina son su otros dramas del ciclo rural y regional: Miel de la Alcarria (Castilla), María del Carmen (Murcia) y La real moza (Andalucía). Destaca en especial su relación con el compositor Tomás Bretón, que recurrió a varias de sus piezas para hacer óperas y zarzuelas, como Miel de la Alcarria, La real moza, Boca de Fraile y la citada La Dolores.
Con el compositor Enrique Granados hizo María del Carmen, pieza ambientada en la huerta murciana y estrenada en el Teatro Español por la compañía de María Guerrero el 14 de febrero de 1896 y que conoció un gran éxito de público y crítica, pues además recibió un premio de la Real Academia y fue traducida al francés, editada con el título de Aux jardins de Murcie y estrenada en el Odeón de París el 25 de noviembre de 1911; también a Feliú se le debe el libreto de la ópera de Granados Goyescas.
Feliú y Codina fue también novelista en castellano y en catalán, con La Dolores, una novelización que explotaba el éxito comercial del tema, La Dida, Lo rector de Vallfogona y Lo Bruch. 
Como traductor se le debe la traducción al castellano de doce novelas del autor italiano del Renacimiento Mateo Bandello (Novelas escogidas Barcelona: Biblioteca Arte y Letras, 1884), y otras del francés menos significativas.

### Teatro

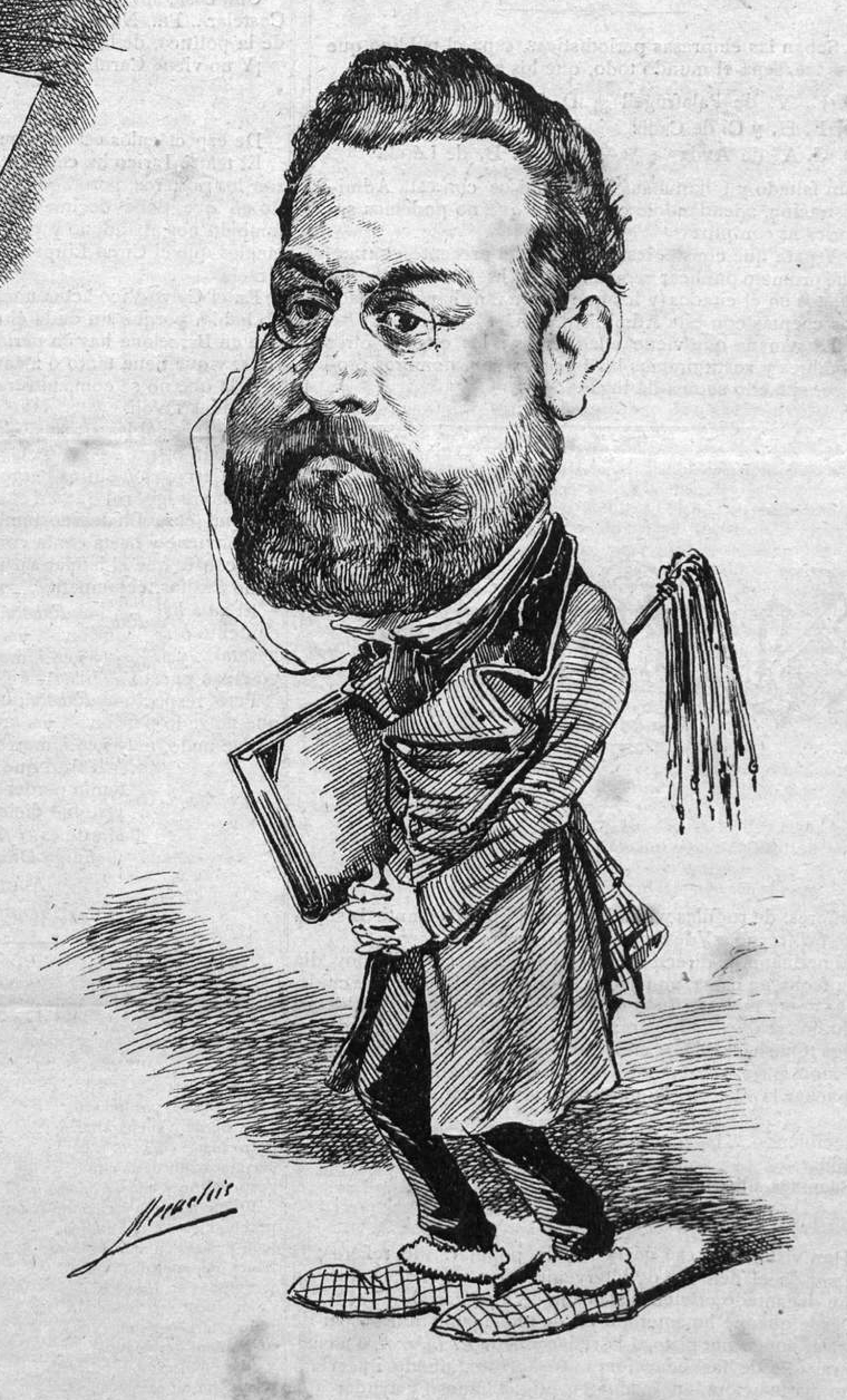
Caricaturizado por Mecachis (La Semana Cómica, 17 de agosto de 1888)